# Something Rotten!
Something Rotten! est une comédie musicale sur un livret de John O'Farrell et Karey Kirkpatrick, sur des musiques et paroles de Karey et Wayne Kirkpatrick. L'histoire qui se déroule en 1595, suit les frères Bottom, Nick et Nigel qui, alors qu'ils rivalisent avec la popularité de leur contemporain William Shakespeare, luttent pour se faire un nom dans le monde du théâtre.
Something Rotten! a ouvert ses portes à Broadway, au St. James Theatre, le 22 avril 2015, où la pièce a été jouée pendant 742 représentations. Nommée pour dix Tony Awards, dont celui de la meilleure comédie musicale, elle en a remporté un.

## Création
Cette comédie musicale est née en 1990 d'une idée des frères Karey et Wayne Kirkpatrick. Ils se sont par la suite associés à John O'Farrell pour écrire plusieurs chansons qu'ils ont présentées en 2010 au producteur Kevin McCollum. L'équipe s'est ensuite jointe à Casey Nicholaw, qui en 2014 a fait appel à un atelier de plusieurs acteurs .
Something Rotten! devait avoir un essai pré-Broadway au 5th Avenue Theatre, Seattle, Washington, en avril 2015. Cependant, lorsqu'un théâtre de Broadway s'est libéré, Kevin McCollum a décidé d'ouvrir le spectacle sans cet essai à Seattle. Le développement a eu lieu à New York en octobre 2014 avec Casey Nicholaw comme metteur en scène et chorégraphe.

## Productions

### Broadway (2015-2017)
Something Rotten! a ouvert ses portes à Broadway au St. James Theatre en avant-première le 23 mars 2015 et officiellement ouvert le 22 avril, mis en scène et chorégraphié par Casey Nicholaw, avec les décors conçus par Scott Pask, les costumes de Gregg Barnes et les éclairages de Jeff Croiter. La production s'est terminée le 1er janvier 2017 après 742 représentations. Il a été nommé pour dix Tony Awards, dont celui de la meilleure comédie musicale, et en a remporté un (pour Christian Borle en tant que meilleur acteur dans une comédie musicale).

### Tournées nationales américaines (2017-2019)
Le spectacle a débuté une tournée nationale aux États-Unis avec des premières au Proctors Theater à Schenectady, New York le 10 janvier 2017, avant d'ouvrir officiellement au Boston Opera House le 17 janvier. Le casting comprend Rob McClure (Bottom Nick), Adam Pascal (Shakespeare) et Josh Grisetti (Nigel Bottom).

## Synopsis

### Acte I
La comédie musicale s'ouvre avec le Minstrel accueillant le public à la Renaissance anglaise (Welcome to the Renaissance). Il dit au public que « tout le monde n'obtient pas ce qu'il veut », se référant à Nick Bottom, qui dirige une troupe de théâtre avec son frère Nigel. Ils répètent pour leur prochaine pièce Richard II, tandis que William Shakespeare (appelé "Le Barde") ouvre Roméo et Juliette. Lord Clapham, un mécène qui croit à leur succès et collecte des fonds pour leur troupe, entre pour annoncer que Shakespeare monte Richard II. Cette nouvelle indigne Nick, qui reproche à Shakespeare d'avoir déjà écrit Richard III, car l'idée de revenir en arrière lui paraît absurde. Il fulmine contre Shakespeare devant les membres de la troupe, tous horrifiés (God, I Hate Shakespeare). Lord Clapham sort en menaçant les deux frères de les abandonner à moins qu'ils n'aient une autre idée de pièce pour le lendemain matin.
Nigel et Nick rentrent vers leur modeste demeure. En chemin, Nick rencontre Shylock, le Juif. Shylock exprime son désir d'aider à financer la troupe, mais Nick rejette cette proposition qui lui apparait risquée. Bea, la femme de Nick, leur raconte sa journée et, au fur et à mesure qu'elle les sert, comment elle a obtenu leur dîner. Ils épargnent pour une vie meilleure, et quand Nick essaie d'ouvrir la tirelire, Bea lui frappe la main. Bea explique à son mari comment elle pourrait les aider, mais Nick est ambivalent (Right Hand Man). Malgré les réticences de Nick, Bea accepte des travaux qui, selon lui, sont réservés aux hommes. Pendant que Nigel dort, Nick fait face à la vraie raison pour laquelle il déteste Shakespeare "Le Barde" (God, I Hate Shakespeare (Reprise)). Il rêverait de surpasser Shakespeare et pour s'offrir les services d'un devin (Nostradamus), il vole les économies du ménage.
Nick demande à Nostradamus quelle sera, selon lui, la prochaine grande œuvre théâtrale. Il entrevoit "une comédie musicale", une pièce où « un acteur qui récite ses lignes, et de nulle part, commence à chanter ». Nick trouve que c'est ridicule, mais se laisse rapidement séduire par l'idée (A Musical).
Plus tard, dans une rue, Nick retrouve Nigel qui vient de rencontrer la fille de Frère Jérémie, Portia, une jeune puritaine dont il est tombé immédiatement amoureux. Nick lui dit qu'il ne devrait pas poursuivre une puritaine. Le groupe de puritains s'éloigne et Nick confie à Nigel ce que le devin lui a annoncé. Il néglige de lui dire que ce n'était pas sa propre idée.
Nigel veut monter The Brothers from Cornwall, l'histoire des deux frères, mais Nick s'y oppose disant qu'il faut être plus ambitieux, et propose une pièce sur la peste noire. La troupe chante The Black Death pour Lord Clapham qui, indigné, quitte définitivement la troupe.
Nigel s'assied pour essayer d'écrire une nouvelle pièce. Portia se faufile pour le voir et ils en découvrent plus sur leurs similitudes, en particulier dans la façon dont ils aiment tous les deux la poésie (I Love the Way). Un messager arrive avec une invitation pour Nigel à assister à Shakespeare in the Park et à une after-party. Nigel explique à Portia qu'il a envoyé un de ses sonnets au barde. Nigel demande au messager si Portia peut être son "plus un".
Dans le parc, Shakespeare joue pour le peuple (Will Power). Nigel et Portia se rendent à l'after party, où Portia se saoule. Shakespeare demande à lire le journal de poèmes de Nigel, mais Nick rencontre Shylock et réprimande Shakespeare pour avoir tenté de voler les idées de Nigel, tout en réprimandant Nigel pour sa naïveté. Frère Jérémie se précipite alors pour trouver une Portia ivre et réprimande une fois de plus Nigel.
Enragé, Nick retourne voir Nostradamus avec ce qu'il lui reste de l'argent qu'il a volé dans la tirelire. Il demande à Nostradamus quel sera le nouveau succès de Shakespeare. Nostradamus voit Hamlet, mais l'interprète à tort comme "Omelette", entre autres erreurs. Nick est enthousiasmé par les possibilités de succès et rêve d'un avenir dans lequel les foules l'acclament et Shakespeare se prosterne devant lui (Bottom's Gonna Be on Top).

### Acte II
Le ménestrel souhaite la bienvenue au public et lui fait part du stress auquel les frères Bottom et Shakespeare sont confrontés (Welcome to the Renaissance (Reprise)). Shakespeare montre le stress auquel il est confronté lorsqu'il essaie d'écrire des tubes et de gérer sa renommée (Hard to Be the Bard). Un espion lui dit que les frères essaient de voler le prochain succès de Shakespeare. Shakespeare énervé décide de se déguiser en "Toby Belch" et d'auditionner pour la troupe des frères afin de voler la pièce.
Pendant ce temps, la troupe répète Omelette: The Musical ("It's Eggs!"). Shylock est devenu leur nouvel investisseur, bien qu'ils ne trouvent pas de titre qui rendrait son rôle légal. Lorsque certains des acteurs se méfient de Nostradamus et pourquoi il est dans leur théâtre, Nick ment et dit que Nostradamus est un acteur. "Toby Belch" arrive au théâtre et est embauché pour la compagnie. Il est surpris d'apprendre que son futur succès est sur le thème des œufs.
Nigel se faufile jusqu'au London Bridge pour voir Portia, où il lui lit un autre poème sur son amour pour elle. Il s'inquiète pour leur avenir ensemble, mais Portia le rassure en disant que tout le monde, même Nick et frère Jeremiah, changeront d'avis sur leur relation quand ils entendront les beaux sonnets de Nigel (We See the Light). Nigel n'est pas très content de Omelette et prétend qu'il ne se sent pas bien. Frère Jérémie interrompt les amants et emmène Portia pour qu'elle soit emprisonnée dans une tour pour désobéissance. Attristé par la perte de son amour, Nigel devient inspiré pour écrire une pièce complètement différente qui se révèle être Hamlet.
Nigel entre au théâtre le lendemain et parle à Nick de ses nouvelles améliorations. Ils se disputent violemment et Shakespeare essaie de profiter de leur querelle pour obtenir son coup (To Thine Own Self). Nigel blessé se précipite dans la rue et est confronté à Shakespeare, qui lui vole son coup sous prétexte de "l'améliorer". Plus tard, Nigel rencontre Bea, qui lui explique qu'ils devraient toujours faire confiance à Nick car ils peuvent toujours lui tomber dessus s'ils ont besoin de lui (Right Hand Man (Reprise)).
Nick a également des scrupules à propos de Omelette: The Musical, mais écarte ses doutes une fois qu'il apprend que toute la ville fait la queue autour du théâtre pour acheter des billets. Lui et la troupe se préparent pour le spectacle (Something Rotten!). Une fois que le public arrive, ils interprètent un numéro de danse grandiloquent qui a de nombreuses références aux comédies musicales modernes (telles que Le Roi Lion et Le Fantôme de l'Opéra ) (Make an Omelette). Vers la fin du numéro, Shakespeare se révèle et poursuit les frères. La troupe et Nigel découvrent que Nostradamus est un devin et sont horrifiés.
Au tribunal, Shylock, Nick, Nigel et Nostradamus sont jugés et Nick est condamné à la décapitation. Bea entre, déguisée en avocat, et fait avouer à Nick qu'il a volé la tirelire, et dit au juge que le décapiter serait superflu car il a déjà perdu la tête. Elle a conclu un accord avec Shakespeare selon lequel ils seront exilés en Amérique (To Thine Own Self (Reprise)). Elle dit qu'ils ont toujours voulu une nouvelle maison de campagne. Portia arrive alors, s'étant échappé de la tour. Elle renonce aux idéaux de son père et rejoint les Bottoms, Shylock et Nostradamus en exil.
Ils arrivent en Amérique et informent le public des nouvelles opportunités du Nouveau Monde (Finale). Nick entend parler de l'ouverture du nouveau chef-d'œuvre de Shakespeare, Hamlet, auquel Nostradamus répond « J'étais si proche ».

## Musique

### Numéraux musicaux
Source:
| Acte I - Welcome to the Renaissance – Minstrel et l'ensemble - God, I Hate Shakespeare – Nick, Nigel et la Troupe - Right Hand Man – Bea, Nick, Nigel - God, I Hate Shakespeare (Reprise) – Nick - A Musical - Nostradamus, Nick, Ensemble - The Black Death – La Troupe - I Love the Way – Portia, Nigel - Will Power – Shakespeare, Ensemble - Bottom's Gonna Be on Top – Nick, Company | Acte II - Welcome to the Renaissance (Reprise) – Minstrel - Hard to Be the Bard – Shakespeare et l'Ensemble - It's Eggs! – Nick, The Troupe - We See the Light – Portia, Nigel, Brother Jeremiah, Nick, Ensemble - To Thine Own Self – Nigel, Nick, Shakespeare et la Troupe - Right Hand Man (Reprise) – Bea - Something Rotten! – La Troupe - Make an Omelette - Nick et l'ensemble - To Thine Own Self (Reprise) – Nick - Finale – La troupe |

### Enregistrement
Ghostlight Records sort l'album original de la captation de Something Rotten! le 2 juin 2015.

## Personnages et distribution

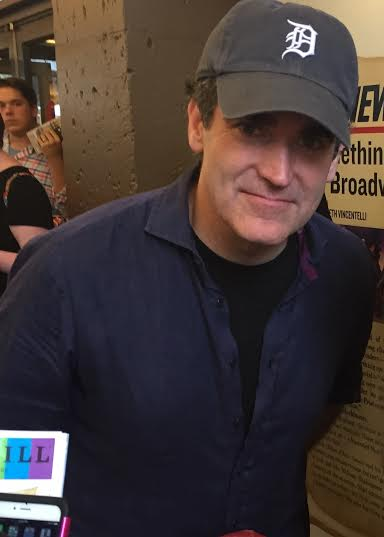
Brian d'Arcy James à la sortie de Something Rotten!, en 2015.